# Xúp cá Bermuda
Xúp cá Bermuda là một loại xúp chowder được coi là món ăn quốc gia của Bermuda. Thành phần cơ bản là cá, cà chua và hành tây, được tẩm với rượu rum và "nước sốt ớt sherry". Công thức này được cho là do những người thuộc địa Bermuda của Anh phát triển vào thế kỷ 17.

## Chế biến
Các thành phần cơ bản của món xúp là cá, nước cốt, cá phi lê và cà chua nghiền. Các thành phần khác thường là rau và các loại thảo mộc và gia vị.
Có nhiều biến thể dựa trên các thành phần cơ bản. Một công thức sử dụng một chén hành tây, cần tây và cà rốt băm nhỏ cũng như thịt lợn thái hạt lựu và một chút nước sốt Worcestershire. Một loại khác sử dụng philê cá trắng (cá tuyết, cá mú, cá vượt, hoặc cá hồng), hành tây, cà rốt, cần tây, tỏi băm, bơ không muối, lá nguyệt quế, cỏ xạ hương, tiêu, sốt Worcestershire, rượu rum và sốt tiêu sherry. Các loại cá khác có thể được sử dụng như cá quân hoặc cá mú.
Độ đặc của xúp cá Bermuda nhẹ hơn nhiều so với các loại chowder được làm đặc với sữa hoặc kem. Món xúp này đôi khi được so sánh với xúp cá Bouillabaisse.

## Gia vị
Công thức nấu ăn truyền thống được nêm với rượu rum, và "nước sốt ớt sherry", một loại nước sốt cay làm từ pimento được ướp trong rượu sherry và gia vị. Outerbridge Peppers sản xuất tại địa phương là một trong số ít hàng xuất khẩu của Bermuda. Món xúp cá Bermuda bao gồm nước sốt của Outerbridge. Rượu do công ty chưng cất Bermudan Gosling Brothers làm ra được coi là loại rượu rum truyền thống để tạo hương vị cho món súp.

## Lịch sử
Công thức này được phát triển bởi những người thực dân Anh thế kỷ 17. Nước xốt ớt Sherry là một truyền thống của người Bermudan có từ thời kỳ đó. Được gọi là "rượu vang ớt", nó được các thủy thủ sử dụng để làm thực phẩm bị hỏng trở nên ngon miệng hơn.